# Jackob Long
Jackob "Jake" Edward Long (ur. 9 maja 1985 w Lapeer, Michigan) – zawodnik futbolu amerykańskiego, występujący w drużynie Miami Dolphins w lidze NFL. Gra jako offensive tackle z numerem #77 na koszulce.

## Nagrody
- 2004 rok - Freshman All-American
- 2006 rok - Outland Trophy watchlist, Consensus First-Team All-American
- 2007 rok - Outland Trophy finalist, Consensus First-Team All-American